# Tacinga saxatilis

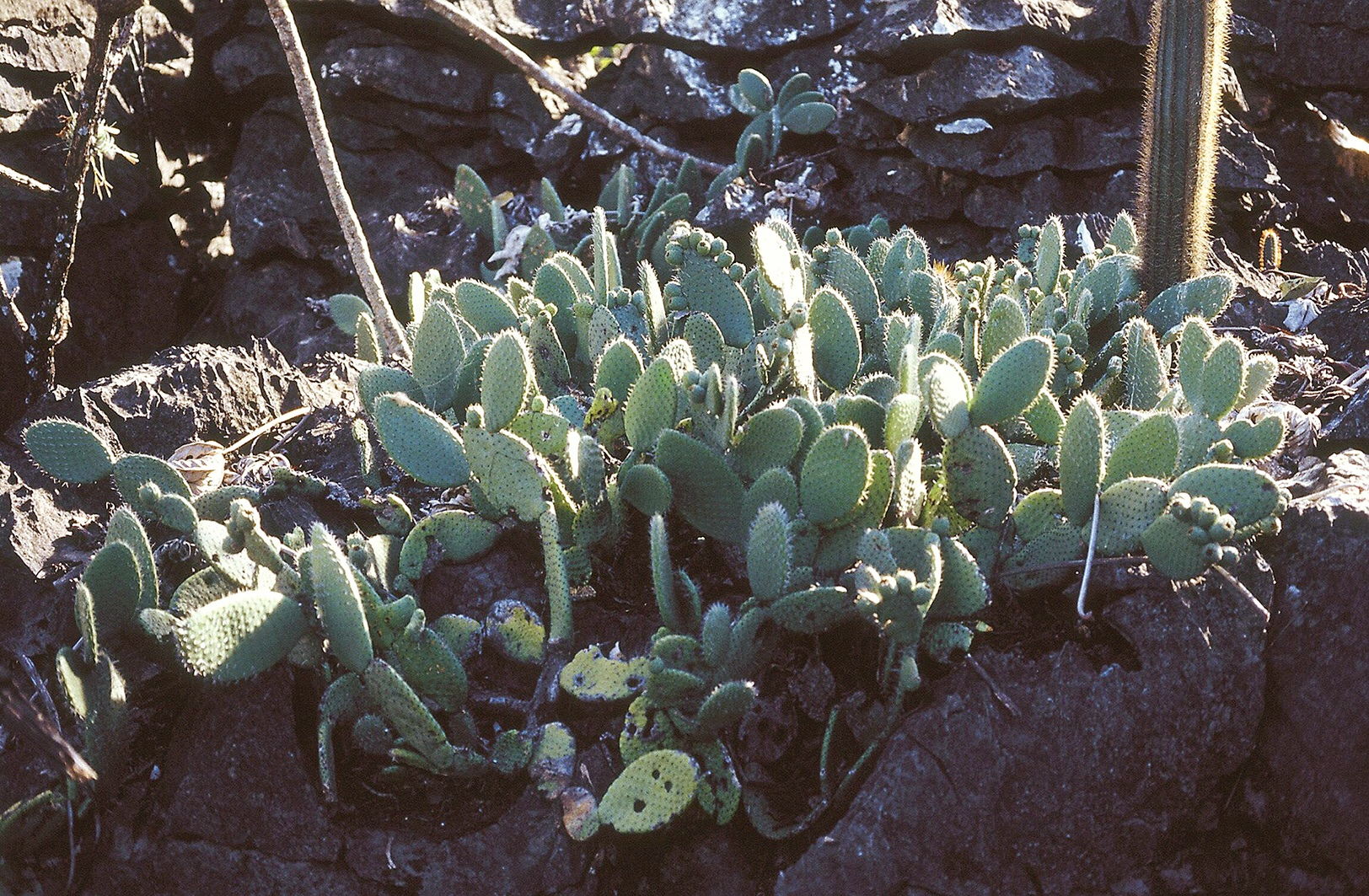
Tacinga saxatilis im Habitat, Typstandort, Minas Gerais

Tacinga saxatilis ist eine Pflanzenart aus der Gattung Tacinga in der Familie der Kakteengewächse (Cactaceae). Das Artepitheton saxatilis stammt aus dem Lateinischen und bedeutet ‚auf Felsen wachsend‘.

## Beschreibung
Tacinga saxatilis wächst strauchig bis kriechend, bleibt niedrig und ist zahlreich verzweigt.  Die Triebe sind in graue bis blaugrüne, gelegentlich glauke, kreisrunde bis eiförmige Segmente gegliedert. Die Segmente sind 10 bis 16 Zentimeter lang, 5 bis 11 Zentimeter breit und bis 1,7 Zentimeter dick. Die auf den Trieben befindlichen Areolen sind mit weißlicher Wolle und Haaren bedeckt. Die Glochiden sind in die Segmente eingesenkt. Es sind bis 6 braune, graue oder weißliche, nicht sonderlich stechende, 5 bis 14 Millimeter lange Dornen vorhanden, die häufig eine schwarze Spitze aufweisen. Die Dornen sind nadelig bis borstig, steif, gerade oder leicht gebogen und gelegentlich verdreht.
Die goldgelben bis dunkelgelben bis leuchtend orangefarbenen Blüten sind bis 3 Zentimeter lang und weise ebensolche Durchmesser auf. Ihre Blütenhüllblätter sind ausgebreitet. Die kugelförmigen bis niedergedrückt kugelförmigen Früchte sind leicht geschnäbelt. Sie sind bräunlich grün bis weinrot oder bräunlich rot, bis 3,8 Zentimeter lang und enthalten wenige Samen.

## Verbreitung, Systematik und Gefährdung
Tacinga saxatilis ist im Nordosten Brasiliens in den Bundesstaaten Bahia und Minas Gerais in Höhenlagen von 450 bis 700 Metern verbreitet.
Die Erstbeschreibung als Platyopuntia saxatilis erfolgte 1979 durch Friedrich Ritter. Nigel Paul Taylor und Wolfgang Hermann Stuppy stellten die Art 2002 in die Gattung Tacinga.
Es werden folgende Unterarten unterschieden:
- Tacinga saxatilis subsp. saxatilis
- Tacinga saxatilis subsp. estevesii (P.J.Braun) N.P.Taylor & Stuppy

Die von Pierre Josef Braun akzeptierten Unterarten::
- Tacinga saxatilis subsp. minutispina (P.J.Braun & Esteves) P.J.Braun & Esteves
- Tacinga saxatilis subsp. occibahiensis (P.J.Braun & Esteves) P.J.Braun & Esteves
- Tacinga saxatilis subsp. pomosa (P.J.Braun & Esteves) P.J.Braun & Esteves

werden als Synonyme der Art betrachtet.
Tacinga saxatilis wird in der Roten Liste gefährdeter Arten der IUCN als „Least Concern (LC)“, d. h. nicht gefährdet, eingestuft. Die Entwicklung der Populationen wird als stabil angesehen.
Bei der Neubearbeitung der Liste 2013 wurde die Unterart Tacinga saxatilis subsp. estevesii als eigene Art Tacinga estevesii (P.J.Braun) P.J.Braun durch die IUCN anerkannt und die Art wird nun als „Endangered (EN)“, d. h. als stark gefährdet geführt. Die Einstufung erfolgte auf Grund des sehr geringen Verbreitungsgebietes von etwa 625 km², den nur drei bekannten Standorten der Art und der fortgesetzten Reduzierung der Pflanzen durch Bergbautätigkeiten in den Habitatflächen. Die Entwicklung der Population wird als abnehmend angesehen.

## Nachweise